# Walter Calderón
Walter Richard Calderón Carcelén (Ambuquí, 17 ottobre 1977) è un ex calciatore ecuadoriano, di ruolo attaccante.

## Carriera

### Club
Ha giocato nella prima divisione ecuadoriana.

### Nazionale
Tra il 2003 ed il 2009 ha giocato 11 partite in nazionale.

## Palmarès

### Club

#### Competizioni nazionali
- Campionato ecuadoriano: 3

Deportivo Cuenca: 2004
Deportivo Quito: 2008
LDU Quito: 2010

#### Competizioni internazionali
- Coppa Sudamericana: 1

LDU Quito: 2009
- Recopa Sudamericana: 2

LDU Quito: 2009, 2010